# Гавиезская волость
Гавиезская волость (латыш. Gaviezes pagasts) — волость в Гробинском крае Латвии. Волостной центр — село Гавиезе. На середину 2010 года население волости составляло 925 жителей. 
Через волость проходят автодороги A9 Рига (Скулте) — Лиепая, P106 Эзере — Эмбуте — Гробиня, P111 Вентспилс (Лечи) — Гробиня и P113 Гробиня — Барта — Руцава.